# Карл Ісідор Бек
Карл Ісідор Бек (нім. Karl Isidor Beck; 1 травня 1817, Байя, Угорщина — 10 квітня 1879, Веринг (Währing), поблизу Відня) — австрійський поет.

## Біографія
Народився в заможній єврейській родині. Його батько був купцем і невдовзі після народження Карла перевіз родину до Пешту, де той і вчився у гімназії до 16 років. Далі вчився у Віденському університеті, закінчив медичний факультет. Уже в студентські роки робив перші поетичні спроби і не без успіху. Однак на другому курсі він тяжко захворів на нервову гарячку і лікарі радили йому кинути навчання і обрати іншу професію. Бек повернувся до Пешту і працював в одному із торгових закладів батька. Через рік, поправивши здоров'я, вирішив поїхати до Лейпцига, щоб продовжити навчання. Тут він познайомився з невісткою В. Гете, яка запросила його до Веймара, де він проводив приємний час у компанії її двох синів і написав поему «Мандрівний поет» (Der fahrende Poet). У 1839 Бек поїхав до Гамбургу, а звідти на острів Гельголанд, де лікувався морськими ваннами. Повернувшись до Лейпцизького університету, вивчав природознавсто і історію. Незважаючи на наполегливе навчання, написав тут трагедію «Савл»(Saul). У 1842 році повернувся до Пешту, де переробив свій роман «Янко» {Janko}, написаний раніше. У 1884 році Бек поїхав до Берліна, де опублікував збірник своїх вішів (Gesammelten Gedichte). Зразу по виході тираж був конфіскований, але за наказом короля негайно був повернутий до продажу. Тогочасні берлінські поети з похвалою відгукнулися на вірші і перебування молодого поета в їхньому колі було для нього надзвичайно приємним. Після Берліна Бек побував у Швейцарії, де також познайомився з тамтешніми поетами, а потім повернувся до Відня, де у 1849 році одружився. На його нещастя через пів року дружина померла і після цього почалися довготривалі мандри поета по світах. Був близький до «Молодої Німеччини» і так званого «істинного соціалізму». Останні роки Карла Бека були затьмарені хворобою і погіршеним матеріальним становищем. Він помер 10 квітня у Верінгу поблизу Відня.
Вірші «Ночі. Залізні пісні» (1838) відрізняються пихатістю стилю. Роман у віршах «Янко» (1840) містить жанрові сцени з життя угорського народу. В основі «Пісень про злидаря» (1846) лежить думка про соціальну несправедливість. Однак Бек не йшов далі туманних мрій про загальне благо (збірки «Мандрівний поет», 1838, «Тихі пісні», 1840).